# Orvostudományi Wolf-díj

A Wolf Alapítvány emblémája

Az orvostudományi Wolf-díj egyike az évente kiosztott Wolf-díjaknak.

## A díjazottak
- 2024 Roska Botond
- 2023 Daniel J. Drucker
- 2022 Nem osztották ki
- 2021 Joan Steitz, Lynne Elizabeth Maquat, Adrian Robert Krainer
- 2020 Emmanuelle Charpentier, Jennifer Doudna
- 2019 Jeffrey M. Friedman
- 2018 Nem osztották ki
- 2017 James P. Allison
- 2016 C. Ronald Kahn, Lewis C. Cantley
- 2015 John Kappler, Philippa Marrack, Jeffrey Ravetch
- 2014 Nahum Sonenberg, Gary Ruvkun, Victor Ambros
- 2013 Nem osztották ki
- 2012 Ronald M. Evans
- 2011 Jamanaka Sinja, Rudolf Jaenisch
- 2010 Axel Ullrich
- 2009 Nem osztották ki
- 2008 Howard Cedar, Aharon Razin
- 2006/7 Nem osztották ki
- 2005 Alexander Levitzki, Anthony Hunter, Anthony Pawson
- 2004 Robert Weinberg, Roger Tsien
- 2002/3 Ralph Brinster, Mario Capecchi, Oliver Smithies
- 2001 Avram Hersko, Alexander Varshavsky
- 2000 Nem osztották ki
- 1999 Eric Kandel
- 1998 Michael Sela, Ruth Arnon
- 1997 Mary Frances Lyon
- 1995/6 Stanley Prusiner
- 1994/5 Michael Berridge, Yasutomi Nishizuka
- 1993 Nem osztották ki
- 1992 Judah Folkman
- 1991 Seymour Benzer
- 1990 Maclyn McCarty
- 1989 John B. Gurdon, Edward B. Lewis
- 1988 Henri Hers, Elizabeth Neufeld
- 1987 Pedro Cuatrecasas, Meir Wilchek
- 1986 Osamu Hayaishi
- 1984/5 Donald Steiner
- 1983/4 Nem osztották ki
- 1982 Jean-Pierre Changeux, Solomon Snyder, James Black
- 1981 Barbara McClintock, Stanley Cohen
- 1980 Cesar Milstein, Leo Sachs, James Gowans
- 1979 Roger Sperry, Arvid Carlsson, Oleh Hornykiewicz
- 1978 George Snell, Jean Dausset, Jon van Rood